# Guy Moll

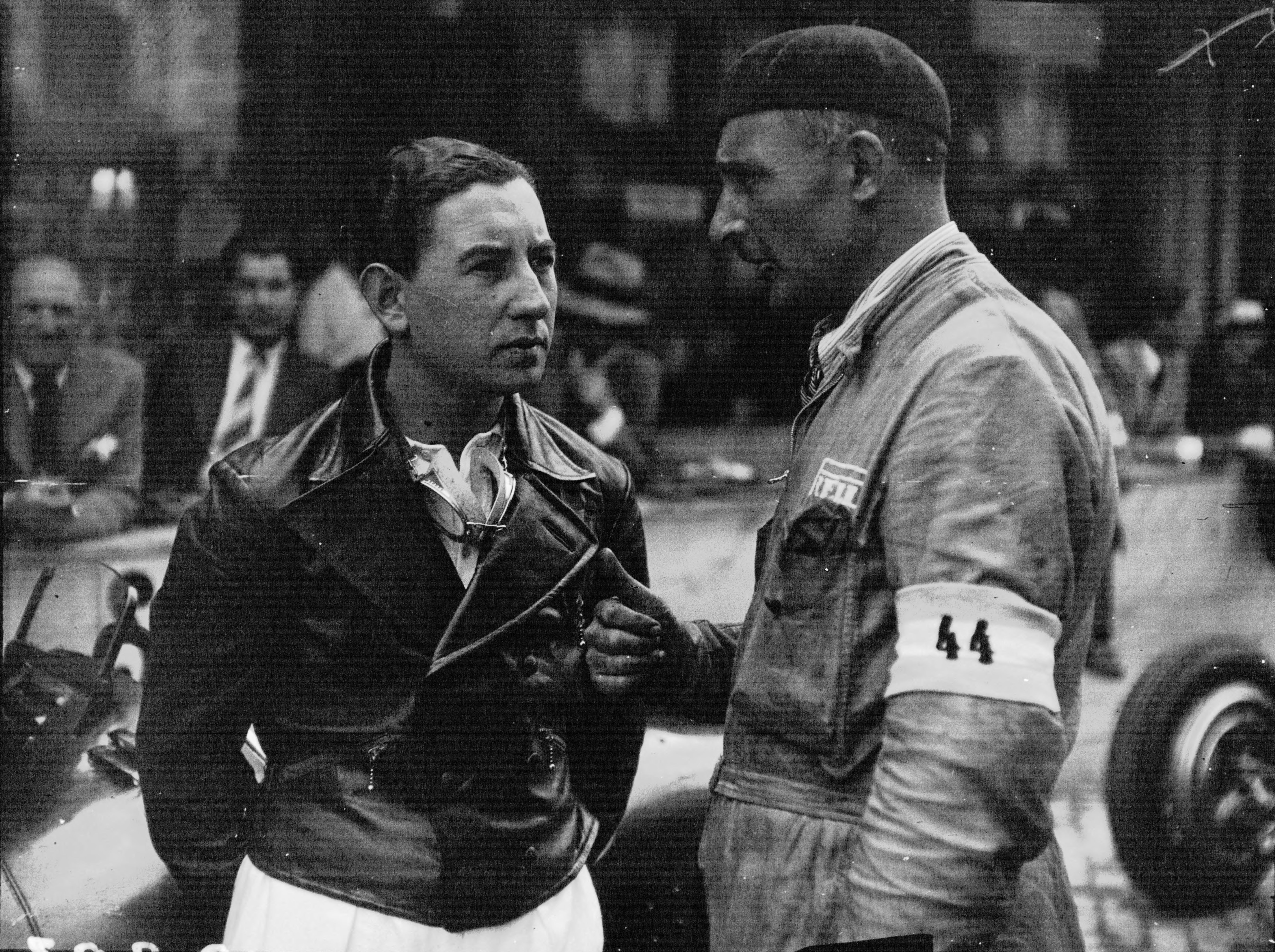
Guy Moll (links) 1934

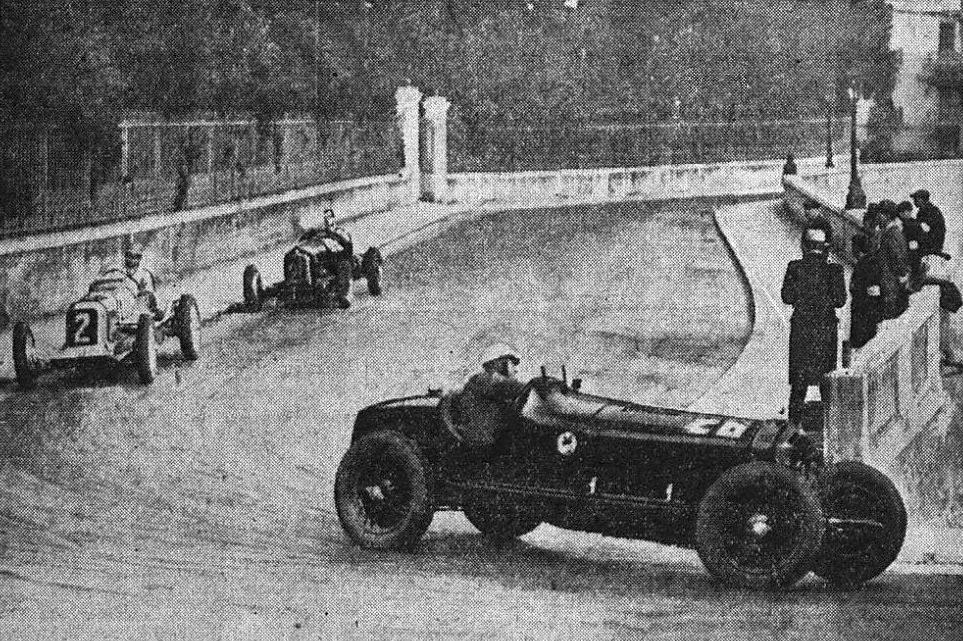
Moll bei seinem Sieg in Monaco 1934 vor Howe und Balestrero.

Guillaume Laurent „Guy“ Moll (* 28. Mai 1910 in Rivet in der Provinz Blida/Algerien; † 15. August 1934 in der Nähe von Pescara) war ein französischer Automobilrennfahrer.

## Herkunft
Guy Moll wuchs als Sohn eines französischen Siedlers und einer spanischen Mutter in der damaligen französischen Kolonie Algerien (Département Algier) auf. Aufgrund dieser Herkunft wird Moll in Publikationen häufig als „Algerier“ bezeichnet, seine Staatsbürgerschaft war jedoch wie bei allen aus Frankreich übergesiedelten Familien die Französische.

## Karriere
Guy Moll wurde anlässlich einer lokalen Rennveranstaltung durch seinen damals bereits international bekannten und erfolgreichen Landsmann Marcel Lehoux entdeckt und gefördert. Mit knapp 21 Jahren erschien er wie ein Komet im Motorsport der 1930er Jahre. Schon 1933 fiel er durch seine unerschrockene Fahrweise und seine bemerkenswerten Erfolge (unter anderem lag er bei den 24 Stunden von Le Mans 1933 auf einem Alfa Romeo 8C 2300 lange in Führung, ehe er durch eine defekte Lichtmaschine ausfiel) dem damaligen Alfa-Romeo-Teamchef Enzo Ferrari auf, der den jungen Algerier 1934 prompt in seine Scuderia holte. Moll saß nun im Alfa Romeo P3 und wurde Teamkollege von Tazio Nuvolari, Achille Varzi und Louis Chiron.
Bereits bei seinem Debüt für das Team im Großen Preis von Monaco 1934 konnte er gleich den ersten Sieg in einem Grande Épreuve feiern, und die Fachpresse jubelte bereits über einen neuen Star im Motorsport. Es folgte ein Sieg beim AVUS-Rennen in Berlin. Bei nassen, windigen Bedingungen führte Moll die Coppa Acerbo 1934 vor dem Mercedes-Benz-Werksfahrer Manfred von Brauchitsch an, als es beim Überrunden von Ernst Henne (ebenfalls auf Mercedes) zu einer folgenschweren Kollision kam. Moll touchierte das Fahrzeug von Henne und raste in die Streckenbegrenzung. Er starb noch an der Unfallstelle.
Enzo Ferrari sagte Jahrzehnte später über Guy Moll: „Er hätte einer der größten Rennfahrer der Geschichte werden können, wäre er nicht durch eine kleine Unachtsamkeit ums Leben gekommen.“

## Statistik

### Vorkriegs-Grands-Prix-Ergebnisse
| Saison | Team             | Wagen                      | 1 | 2   | 3   | 4 | 5 | 6 | Punkte | Position |
| ------ | ---------------- | -------------------------- | - | --- | --- | - | - | - | ------ | -------- |
| 1933   | privat           | Alfa Romeo 8C 2300 „Monza“ |   |     |     |   |   |   | —      | —        |
| 1933   | privat           | Alfa Romeo 8C 2300 „Monza“ |   | 5   | DNF | 8 |   |   | —      | —        |
| 1934   | Scuderia Ferrari | Alfa Romeo Tipo B/P3       |   |     |     |   |   |   | —      | —        |
| 1934   | Scuderia Ferrari | Alfa Romeo Tipo B/P3       | 1 | 3 1 | DNF |   |   |   | —      | —        |

| Legende  | Legende                                                                   | Legende                                                                   | Legende   |
| Farbe    | Bedeutung                                                                 | Bedeutung                                                                 | EM-Punkte |
| -------- | ------------------------------------------------------------------------- | ------------------------------------------------------------------------- | --------- |
| Gold     | Sieg                                                                      | Sieg                                                                      | 1         |
| Silber   | 2. Platz                                                                  | 2. Platz                                                                  | 2         |
| Bronze   | 3. Platz                                                                  | 3. Platz                                                                  | 3         |
| Grün     | Klassifiziert, mehr als 75% der Renndistanz zurückgelegt                  | Klassifiziert, mehr als 75% der Renndistanz zurückgelegt                  | 4         |
| Blau     | nicht punkteberechtigt, zwischen 50% und 75% der Renndistanz zurückgelegt | nicht punkteberechtigt, zwischen 50% und 75% der Renndistanz zurückgelegt | 5         |
| Violett  | nicht punkteberechtigt, zwischen 25% und 50% der Renndistanz zurückgelegt | nicht punkteberechtigt, zwischen 25% und 50% der Renndistanz zurückgelegt | 6         |
| Rot      | nicht punkteberechtigt, weniger als 25% der Renndistanz zurückgelegt      | nicht punkteberechtigt, weniger als 25% der Renndistanz zurückgelegt      | 7         |
| Farbe    | Abkürzung                                                                 | Bedeutung                                                                 | EM-Punkte |
| Schwarz  | DSQ                                                                       | disqualifiziert (disqualified)                                            | 8         |
| Weiß     | DNS                                                                       | nicht gestartet (did not start)                                           | 8         |
| Weiß     | DNA                                                                       | nicht erschienen (did not arrive)                                         | 8         |
| sonstige | P/fett                                                                    | Pole-Position                                                             | 8         |
| sonstige | SR/kursiv                                                                 | Schnellste Rennrunde                                                      | 8         |
| sonstige | DNF                                                                       | Rennen nicht beendet (did not finish)                                     | 8         |

### Le-Mans-Ergebnisse
| Jahr | Team                 | Fahrzeug              | Teamkollege | Platzierung | Ausfallgrund    |
| ---- | -------------------- | --------------------- | ----------- | ----------- | --------------- |
| 1933 | Pierre Louis-Dreyfus | Alfa Romeo 8C 2300 LM | Guy Cloitre | Ausfall     | disqualifiziert |

## Verweise
1. ↑  Der heutige Name lautet Meftah

| Personendaten    | Personendaten                             |
| ---------------- | ----------------------------------------- |
| NAME             | Moll, Guy                                 |
| ALTERNATIVNAMEN  | Moll, Guillaume Laurent (wirklicher Name) |
| KURZBESCHREIBUNG | französischer Automobilrennfahrer         |
| GEBURTSDATUM     | 28. Mai 1910                              |
| GEBURTSORT       | Rivet, Provinz Blida, Algerien            |
| STERBEDATUM      | 15. August 1934                           |
| STERBEORT        | bei Pescara                               |